# (19999) Депардьё
(19999) Депардьё — астероид из главного пояса. Был открыт 18 января 1991 года бельгийским астрономом Эриком Эльстом в Обсерватории Верхнего Прованса и назван в честь французского актёра Жерара Депардьё.
Французский актёр Жерар Депардьё (р. 1948) стал всемирно знаменит с выходом фильма «Жан де Флоретт», основанного на романе Марселя Паньоля. В фильме «Все утра мира» (1991) он выдающимся образом сыграл роль французского композитора Марена Маре. Это название также увековечивает память о его сыне, Гийоме Депардьё (1971-2008).